# Pungtungia herzi
Pungtungia herzi är en fiskart som beskrevs av Herzenstein 1892. Pungtungia herzi ingår i släktet Pungtungia och familjen karpfiskar. Inga underarter finns listade i Catalogue of Life.